# Elisabeth Schüssler Fiorenza

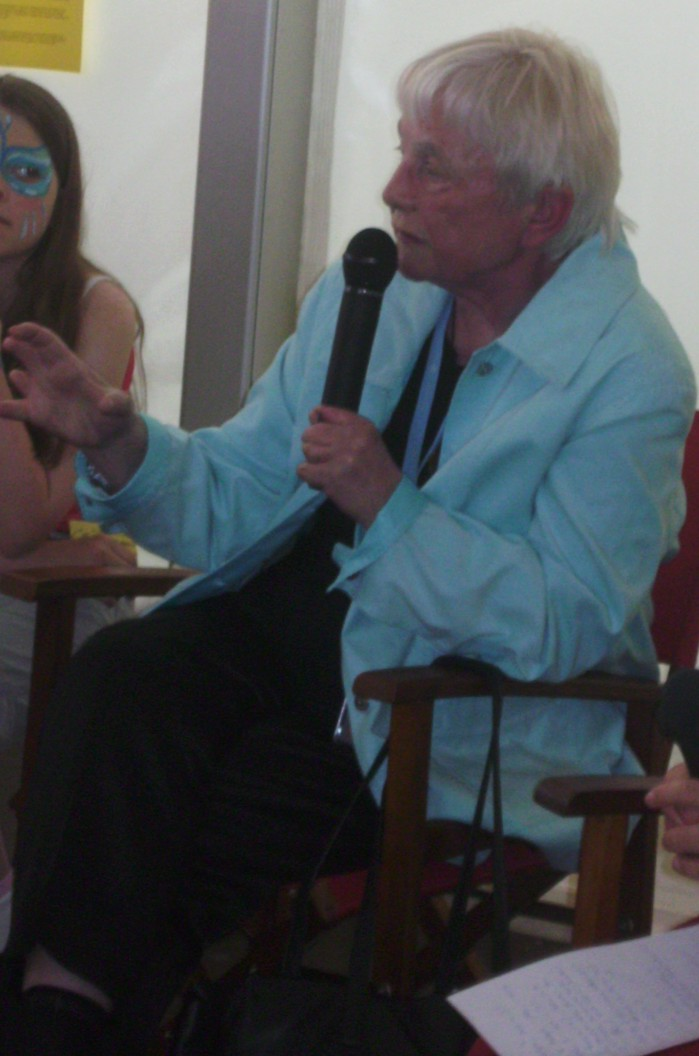
Elisabeth Schüssler Fiorenza beim 97. Deutschen Katholikentag 2008 in Osnabrück

Elisabeth Schüssler Fiorenza (* 17. April 1938 in Cenad, Königreich Rumänien) ist eine römisch-katholische feministische Theologin.

## Leben
Schüssler Fiorenzas Familie gehört der Minderheit der Banater Schwaben an. Nach dem Zweiten Weltkrieg gelangte Schüssler Fiorenza von Rumänien über Österreich nach Bayern. Aufgewachsen im unterfränkischen Weilbach, studierte sie von 1958 bis 1962 an der Universität Würzburg katholische Theologie. 1970 promovierte sie an der Universität Münster mit einer Arbeit zum Herrschafts- und Priestermotiv in der Johannesapokalypse. Die Arbeit entstand auf Anregung des früheren Würzburger Neutestamentlers Rudolf Schnackenburg.
Seit 1970 lehrt Schüssler Fiorenza in den USA. Erste Station war die University of Notre Dame. 1984 unterzeichnete sie die Kampagne A Catholic Statement on Pluralism and Abortion. Von 1984 bis 1988 war sie Inhaberin der Talbot-Professur für Neues Testament an der Episcopal Divinity School in Cambridge (Massachusetts). Seit 1988 hat sie die Krister-Stendahl-Professur an der Harvard University inne. Daneben ist sie Gast- und Stiftungsprofessorin unter anderem in Tübingen, Berlin und Heidelberg.
Im Jahre 2001 wurde Schüssler Fiorenza in die American Academy of Arts and Sciences gewählt.

## Theologie, Geschichte und Bibelinterpretation
Elisabeth Schüssler Fiorenza ist eine Pionierin feministischer Bibelhermeneutik, die sie erstmals ausführlich in ihrem Buch In Memory of Her (1983) formulierte. Feministische Theologie definiert sie darin als eine „kritische Theologie der Befreiung“.
In der Historischen Jesusforschung plädiert sie dafür, das eigene Forschungsinteresse offenzulegen, statt Wissenschaft unausgesprochen mit positivistischer Rekonstruktion etwa echter Worte und Taten Jesu zu identifizieren. Dabei werde reduktionistisch Jesus von der Jesusbewegung und weiteren emanzipatorischen jüdischen Bewegungen getrennt. Die Männlichkeit Jesu werde als Tatsache objektiviert, die für den Glauben grundlegende Bedeutung habe (in Verbindung mit der Erwartung an die historische Jesusforschung, christliche Identität zu begründen). Ihr eigenes Interesse beschreibt sie beispielsweise:

„Vielmehr muß christlich-feministische Forschung das frühe Christentum und das frühe Judentum in einer Art und Weise konzipieren, daß sie Frauen und marginalisierte Männer als zentrale AgentInnen, die die christlichen und jüdischen Anfänge bestimmt haben, sichtbar machen kann. Dazu ist eine Neubewertung der theologischen Rahmenvorstellungen erforderlich, die christlichen Antijudaismus als linke Hand der Christologie und göttliche Männlichkeit als ihre rechte Hand produziert haben.“

So versucht sie, hierarchische, autoritäre und patriarchale Vorstellungen in der Theologie zu überwinden. Patriarchat versteht sie umfassend, „so daß es nicht einfach die Herrschaft von Männern über Frauen meint, sondern eine komplexe soziale Pyramide abgestufter Herrschaft und Unterordnung bezeichnet“. Dafür führte sie den Begriff Kyriarchat ein, der ausdrückt, welche Männer ihre Untergebenen beherrschen – etwa Kaiser, Herr, Meister, Vater, Mann – und welche Frauen Zentrum der Befreiungstheologie sind, nämlich „die auf der untersten Ebene der kyriarchalen Pyramide leben“.

## Werke

### Deutsch
- Der vergessene Partner. Düsseldorf 1964.
- Priester für Gott. Münster (Westfalen), Univ., Diss., 1969/70.
- Zu ihrem Gedächtnis… Eine feministisch-theologische Rekonstruktion der christlichen Ursprünge. München-Mainz 1988.
- Brot statt Steine. Die Herausforderung einer feministischen Interpretation der Bibel. Freiburg/Schweiz 1988.
- Frauenkirche – eine Exodusgemeinschaft. Luzern 1990.
- Das Buch der Offenbarung. Stuttgart 1994.
- Jesus – Miriams Kind, Sophias Prophet. Gütersloh 1997.
- Grenzen überschreiten. Der theoretische Anspruch feministischer Theologie. Münster 2004 (bei Google books).
- Gerecht ist das Wort der Weisheit. Historisch-politische Kontexte feministischer Bibelinterpretation. Luzern 2008.
- WeisheitsWege. Eine Einführung in feministische Bibelinterpretation. Stuttgart 2005.
- Rhetorik und Ethik. Zur Politik der Bibelwissenschaften. Luzern 2013.

### Englisch
- Aspects of Religious Propaganda in Judaism and Early Christianity. Notredame, Indianapolis 1976.
- The Apocalypse. Chicago 1976.
- Invitation to the Book of Revelation. Garden City 1981.
- In Memory of Her. A Feminist Theological Reconstruction of Christian Origins. Crossroad, New York 1983, ISBN 0-8245-0667-7.
- Bread Not Stone. Boston 1984.
- Theological Criteria and Historical Reconstruction. Berkeley 1987.
- Revelation. Vision of a Just World. Minneapolis 1991.
- But She Said. Boston 1992.
- Discipleship of Equals. New York 1993.
- Jesus – Miriam's Child. New York 1994.
- Searching the scriptures. New York 1994/95.
- The Power of Naming. Orbis Books, Maryknoll, New York 1996.
- Sharing Her Word. Edinburgh u. a. 1998.
- Rhetoric and Ethic. Minneapolis 1999.
- Jesus and the Politics of Interpretation. New York 2000.
- Wisdom Ways. Introducing Feminist Biblical Interpretation. Orbis Books, Maryknoll, New York 2001.
- The Power of the Word. Scripture and the Rhetoric of Empire, New York 2007.
- Changing Horizons: Explorations in Feminist Interpretation, New York 2013.